# New Albany (Ohio)
New Albany és una població dels Estats Units a l'estat d'Ohio. Segons el cens del 2000 tenia 3.711 habitants.

## Demografia
Segons el cens del 2000, New Albany tenia 3.711 habitants, 1.263 habitatges, i 1.030 famílies. La densitat de població era de 160,5 habitants/km².
Dels 1.263 habitatges en un 46,2% hi vivien nens de menys de 18 anys, en un 75,1% hi vivien parelles casades, en un 4,1% dones solteres, i en un 18,4% no eren unitats familiars. En el 15,6% dels habitatges hi vivien persones soles el 3,5% de les quals corresponia a persones de 65 anys o més que vivien soles. El nombre mitjà de persones vivint en cada habitatge era de 2,94 i el nombre mitjà de persones que vivien en cada família era de 3,3.
Per edats la població es repartia de la següent manera: un 33,1% tenia menys de 18 anys, un 4,2% entre 18 i 24, un 28,6% entre 25 i 44, un 26,6% de 45 a 60 i un 7,5% 65 anys o més.
L'edat mediana era de 38 anys. Per cada 100 dones de 18 o més anys hi havia 97,1 homes.
La renda mediana per habitatge era de 102.180 $ i la renda mediana per família de 119.171 $. Els homes tenien una renda mediana de 100.000 $ mentre que les dones 36.563 $. La renda per capita de la població era de 62.131 $. Aproximadament l'1,2% de les famílies i l'1,2% de la població estaven per davall del llindar de pobresa.

## Poblacions més properes
El següent diagrama mostra les poblacions més properes.